# Tadschikische Davis-Cup-Mannschaft
Die tadschikische Davis-Cup-Mannschaft ist die Herren-Tennisnationalmannschaft Tadschikistans, die das Land im Davis Cup vertritt. 

## Geschichte
Tadschikistan nahm 1997 erstmals am Davis Cup teil und konnte bereits die erste Begegnung gegen Jordanien mit 2:1 gewinnen. Weiters gelang der sofortige Aufstieg aus der Asien/Ozeanien Zone Gruppe IV in die Gruppe III, in welcher die Mannschaft bis 2009 verblieb, nur unterbrochen von einem kurzzeitigen Abstieg in die Gruppe IV in den Jahren 2006 und 2007. 2002 schaffte man sogar mit dem Aufstieg in die Gruppe II das beste Ergebnis der Geschichte, musste jedoch nach klaren Niederlagen gegen Hongkong und den Iran im Jahr darauf gleich wieder absteigen. Seit 2009 hat das Land nicht mehr für den Bewerb genannt.
Erfolgreichster Spieler ist mit 44 Siegen und 23 Niederlagen Mansur Jahjojew, Rekordspieler ist mit insgesamt 85 gespielten Matches (41:44) Sergei Makaschin.